# 马欣达·亚帕·阿贝瓦德纳
马欣达·亚帕·阿贝瓦德纳（1945年10月10日—），斯里兰卡政治人物，現任斯里兰卡议会议长。

## 生平
1945年10月10日生于英属锡兰马特勒区马坎杜拉。毕业于科伦坡大学，曾在印度昌迪加尔管理学院进修。
1983年，通过补选，代表统一国民党进入斯里兰卡议会。1993年至1994年，担任南部省议会主席。1994年至2001年，担任南部省首席部长。2002年出席在中国北京举行的亚洲议会和平协会第三届年会。2004年至2005年，担任卫生与营养部副部长。2005年至2010年，担任文化和国家遗产事务部长。2010年至2015年，担任农业部长。
2020年8月20日当选斯里兰卡议会议长。